# Nalanda (huyện)
Huyện Nalanda là một huyện thuộc bang Bihar, Ấn Độ. Thủ phủ huyện Nalanda đóng ở Bihar Sharif. Huyện Nalanda có diện tích 2354 ki lô mét vuông. Đến thời điểm năm 2001, huyện Nalanda có dân số 2368327 người.